# Jan Hondong

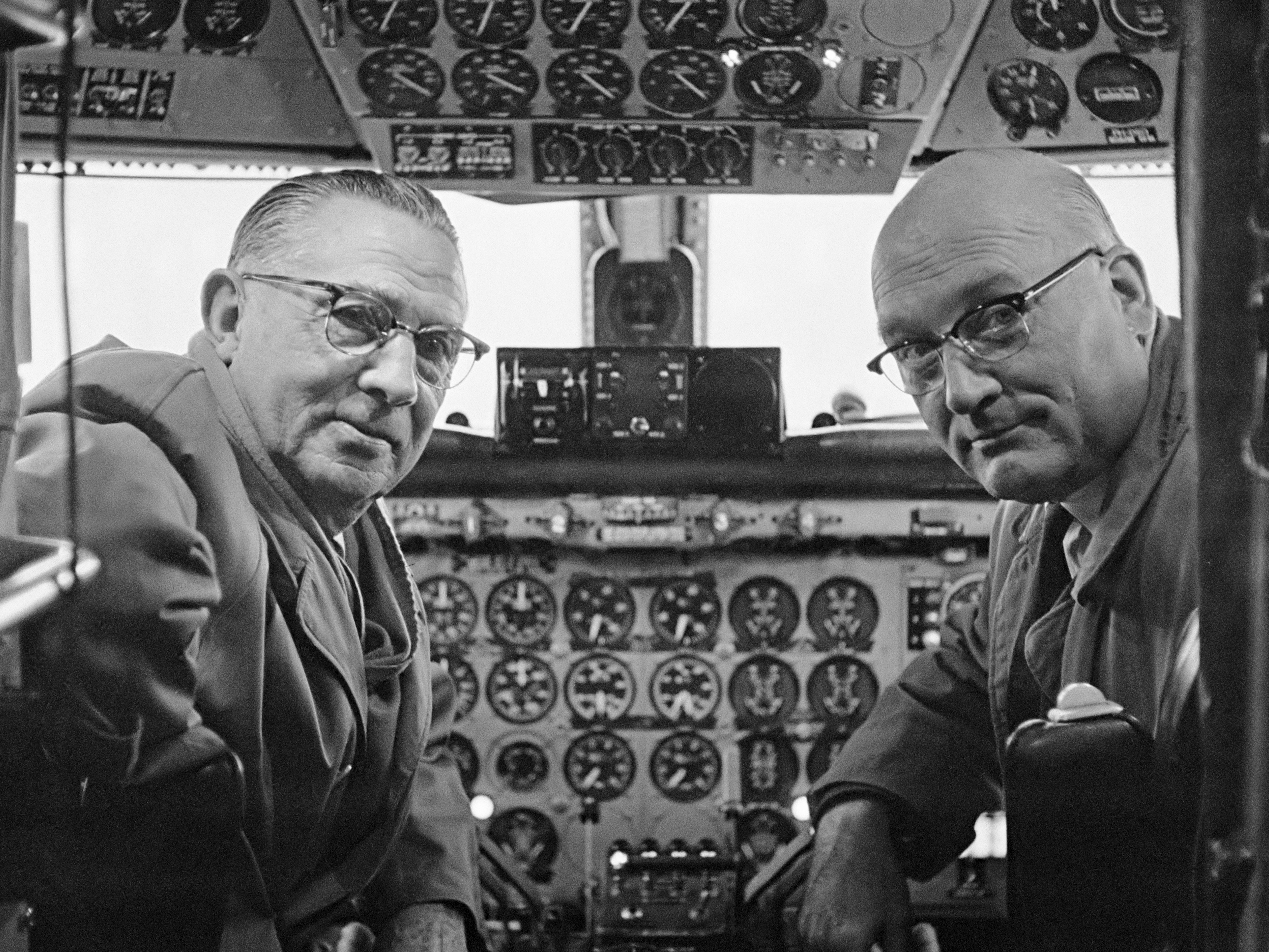
Jan Hondong (l.) en Jan van Balkom ter gelegenheid van het 25-jarig jubileum van de West-Indië route (16 december 1959)

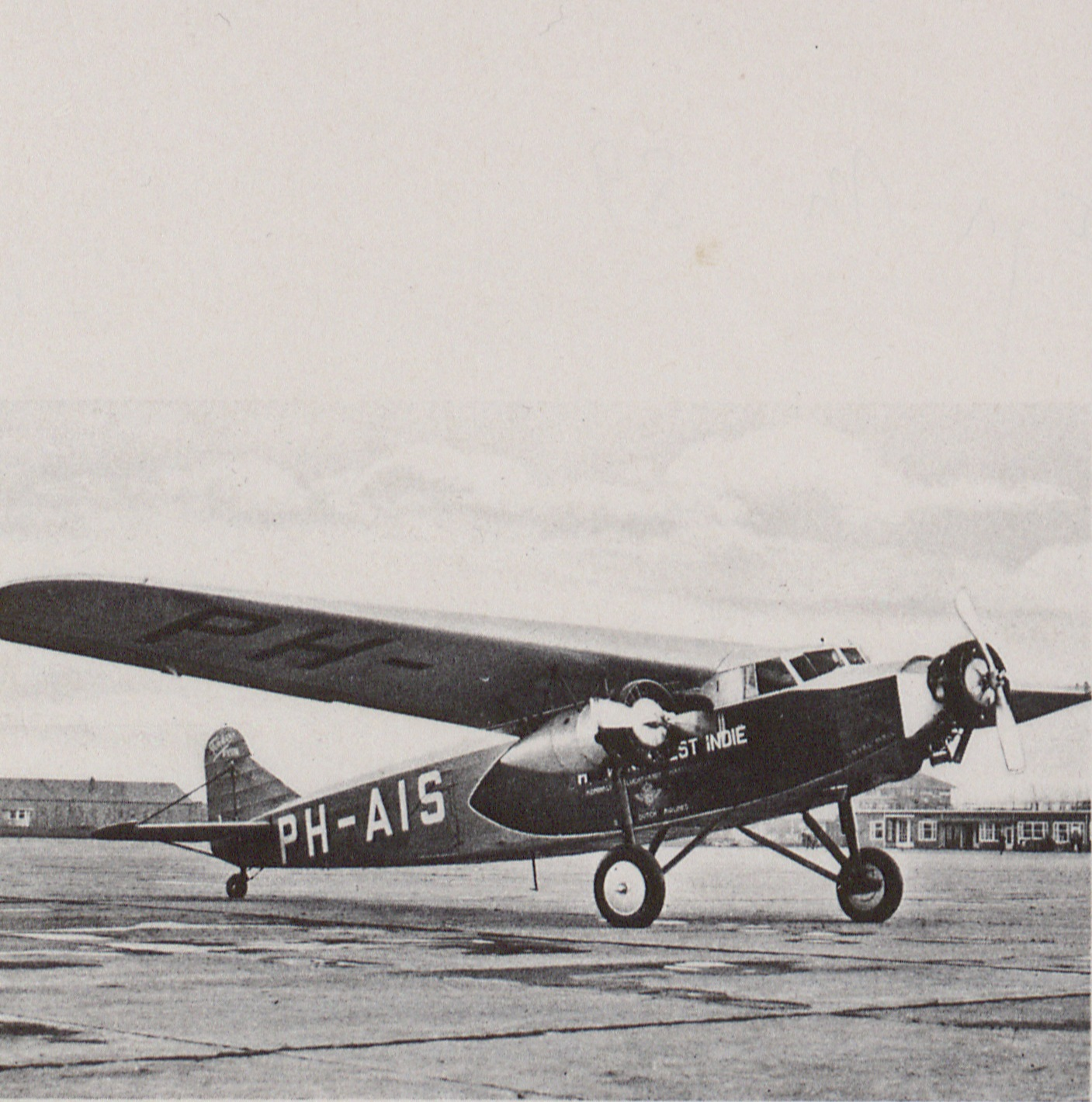
De "Snip" in 1934

Jacobus Johannes Hondong (Grave, 10 juli 1893 – Ede / Bennekom, 14 juni 1968) was een Nederlands vlieger en luchtvaartpionier in dienst van de KLM. Hij is bekend geworden als de gezagvoerder op de beroemde 'kerstvlucht' van het vliegtuig Snip naar Nederlands West-Indië, die plaatsvond van 15 t/m 22 december 1934. Hiermee werd de basis gelegd voor het West-Indisch Bedrijf (WIB) van de KLM.

## Levensloop
Hondong behaalde op 12 juli 1921 zijn militair vliegbrevet bij de Luchtvaartafdeeling en trad op 18 februari 1925 in dienst van de KLM. Zijn eerste vlucht naar Nederlands-Indië vond plaats in 1929.
In 1934 rustte de KLM de Fokker F.XVIII PH-AIS Snip uit met zes extra brandstoftanks om zo de oversteek van de Atlantische Oceaan mogelijk te maken. Hondong vloog vervolgens samen met co-piloot Jan J. van Balkom, radiotelegrafist Simon van de Molen  en boordwerktuigkundige Leonardus D. Stolk via Marseille, Alicante, Casablanca, Porto Praia binnen 17 uur naar Paramaribo. Op 22 december kwam hij via Venezuela (La Guaira) aan op vliegveld Hato op Curaçao. Voor deze prestatie verkregen alle bemanningsleden een Koninklijke onderscheiding. De onderneming werd overschaduwd door het ongeval met de Douglas DC-2 Uiver op 20 december 1934.
In 1935 raakte Hondong zelf betrokken bij een ongeval. Het onderstel van de DC-2 PH-AKM Maraboe, op de terugweg van Nederlands-Indië, raakte bij de start van het hobbelige vliegterrein van Bushehr beschadigd. Het toestel maakte een schuiver en vloog in brand. Alle passagiers konden zich redden, maar de post ging voor 3/4 deel verloren.
In 1936 was Hondong betrokken bij een wedstrijd tussen de Amerikaanse journalist Herbert Roslyn "Bud" Ekins enerzijds, en de eveneens Amerikaanse journalisten Leo Kieran en Dorothy Kilgallen anderzijds. Zij wilden rond de wereld reizen. Ekins reisde tussen Europa en Indonesië per KLM-vliegtuig, met als gezagvoerder Hondong die naar Batavia vloog. De andere twee maakten gebruik van Imperial Airways. Ekins kwam als eerste aan.
Aan de vooravond van de Duitse aanval op Nederland in 1940 bereidde Hondong met zijn collega's Willem van Veenendaal en Adriaan Viruly een vlucht naar Engeland voor met een KLM-vliegtuig, omdat zij niet in een bezet Nederland wilden blijven. Doordat KLM-directeur Albert Plesman ingreep, ging het plan niet door.
In de jaren vijftig was Hondong belast met de verkeersleiding op Schiphol. In 1955 ging hij met pensioen.

## Trivia
- Op de hoek van de Bagijnenstraat en de Hoofschestraat in Grave hangt aan zijn ouderlijk huis sinds 18 mei 2002 een reliëf als eerbetoon aan Jan Hondong, van de hand van beeldhouwer Jan Ketterings.
- In 2004 is er op Curaçao een korte speelfilm gemaakt over de bovengenoemde eerste vliegreis naar de West met de Snip in 1934. Deze werd deels opgenomen in het Curaçao Museum in Otrobanda bij Willemstad, waar sinds 1992 de in Nederland gerestaureerde cockpit van dit vliegtuig tentoongesteld staat. De rol van Jan Hondong in deze speelfilm werd gespeeld door de op Curaçao bekende helikoptervlieger & auteur George S.D. Tielen.
- In Beverwijk en 's-Hertogenbosch is een straat naar Jan Hondong vernoemd en in zijn geboorteplaats Grave een stadspark.